# Middle Ground Rock
Der Middle Ground Rock (englisch für Mittlerer Grundfelsen) ist ein vom Meer überspülter Rifffelsen vor der Nordküste Südgeorgiens. Er liegt 2,5 km östlich des Framnaes Point inmitten der Einfahrt zur Stromness Bay.
Der Name dieses Felsens ist erstmals auf einer Landkarte der britischen Admiralität aus dem Jahr 1952 verzeichnet. 